# Point de goutte
Le point de goutte d'une graisse lubrifiante est une indication de sa résistance à la chaleur. C'est la température à laquelle elle passe de l'état semi-solide à l'état liquide, sous certaines conditions de test. Ce point dépend du type d'épaississant utilisé, de la cohésion de l'huile et de la texture de la graisse. Le point de goutte indique la température supérieure limite à laquelle une graisse conserve sa structure même si ce n'est pas nécessairement la température maximale à laquelle elle peut être utilisée. 
Le point de goutte est utilisé en combinaison avec d'autres propriétés pour déterminer la pertinence du choix d'une graisse pour une application spécifique et pour le contrôle de la qualité. Le point de goutte n'est pas suffisant pour évaluer les performances de service de la graisse parce que sa détermination est réalisée à l'état statique.

## Méthode d'essai selon les normes ASTM
Les méthodes de détermination du point de goutte sont donnés dans les normes ASTM D-566 et D-2265. L'appareillage d'essai est constitué d'une coupe avec un petit orifice dans le fond, d'un tube à essai, de deux thermomètres, d'un conteneur, d'un agitateur si nécessaire et d'un système de chauffe. Les surfaces intérieures de la coupe sont enduites avec de la graisse à tester. Un thermomètre est inséré dans la coupe et tenue en place de sorte qu'il ne touche pas la graisse. Cet ensemble est placé à l'intérieur d'un tube à essai. Le tube à essai est descendu dans le conteneur qui est rempli d'huile (ASTM D-566) ou qui dispose d'un bloc d'aluminium (ASTM D-2265). Un autre thermomètre est inséré dans l'huile ou dans le bloc.
Pour exécuter un test, l'huile ou le bloc est chauffé, tout en agitant, avec une rampe de température entre 4,4 °C et 12 °C par minute jusqu'à ce que la température soit d'environ 17 °C en deçà du point de goutte attendu. La chauffe est alors réduite jusqu'à ce que le tube à essai ait une température au maximum de 2,2 °C inférieure à celle de l'huile ou du bloc. Une fois la température stabilisée, l'échantillon est inséré. Le point de goutte est la température enregistrée sur le thermomètre du tube à essai, plus un facteur de correction pour l'huile ou pour le bloc, quand une goutte de graisse tombe à travers l'orifice de la coupe. Si la graisse ne forme pas une goutte mais un fil, la température est celle à laquelle ce fil se casse. 

## Autres méthodes d'essai
Ci-dessous quelques normes équivalentes à l'ASTM D566 et l'ASTM D2265 :
- IP 132
- ISO 2176[4] et ISO 6299 [5]

Autres normes :
- Norme nationale de la république populaire de Chine, GB/T 4929 “Méthodes d'essai pour le point de goutte de la graisse”
- S 1448 (P-52)
- GOST 7134-73, Méthode B
- JIS K2220:2003 graisse Lubrifiante